# Cavalero (Washington)
Cavalero es un lugar designado por el censo ubicado en el condado de Snohomish en el estado estadounidense de Washington. En el año 2010 tenía una población de 4.660 habitantes.

## Geografía
Cavalero se encuentra ubicado en las coordenadas 47°59′3″N 122°4′32″O / 47.98417, -122.07556.